# Hiéroglyphe égyptien D61
Le hiéroglyphe égyptien D61 (orteils tournés vers la gauche) est classifié dans la section D « Parties du corps humain » de la liste de Gardiner ; cet hiéroglyphe y est noté D61.

## Représentation
Il représente à l'origine des orteils orientés vers la gauche mais il s'est muté en une forme abstraite de bâton et de corde (?). Il est translittéré sȝḥ.

## Utilisation
| s | Aa17 | A | H | D61 · F51 · Z1 |

| s | Aa17 | A | H | D61 · F51 · Z1 |

| D61 | Z1 · F51 |

| D61 | Z1 · F51 |

ou complément phonétique de valeur sȝḥ.
Il a plusieurs variantes graphiques :
| D62 |

| D62 |

| D63 |

| D63 |

## Exemples de mots
| s | Aa17 | A | H | D61 | D54 |

| s | Aa17 | A | H | D61 | D54 |

| D61 · t |

| D61 · t |

| s | Aa17 | A | H | D61 | Y1 |

| s | Aa17 | A | H | D61 | Y1 |